# Planet of Shades
Planet of Shades je hra pro počítače Sinclair ZX Spectrum a kompatibilní (například Didaktik). Jedná se o hru českého původu, jejímž hlavním autorem je Miroslav Fídler (Cybexlab). Hudbu do hry vytvořil František Fuka (Fuxoft). Hra vznikla v roce 1986. O dva roky později vzniklo pokračování Jet-Story.
Hráč ovládá raketu podobnou vajíčku a musí ve velkém bludišti zničit všechny základny. Základny ničí pomocí bomb, které cestou posbírá. Hráč se může volně pohybovat doleva i doprava, ale pokud se pohybuje nahoru, tak mu bývá energie potřebná ke vznášení, takže ji v průběhu hry musí doplňovat. Hráče také obtěžují při plnění jeho úkolu příšery. Těm se může bránit střílením.
Hra obsahuje v jedné z obtížně dostupných místností narážku na (podle Františka Fuky) nepříliš oblíbeného Fídlerova staršího kolegu ze Svazarmu, Daniela Dočekala, ve formě divně vypadající hlavy, pod kterou je napsáno „Dočekal“.